# Mituliodon tarantulinus
Mituliodon tarantulinus är en spindelart som först beskrevs av Ludwig Carl Christian Koch 1873.  Mituliodon tarantulinus ingår i släktet Mituliodon och familjen sporrspindlar. Inga underarter finns listade i Catalogue of Life.